# The Scorpion King 4: Quest for Power
The Scorpion King 4: Quest for Power is een Amerikaanse direct-naar-dvd-film uit 2015. De hoofdrol werd vertolkt door Victor Webster. De film is het vervolg op The Scorpion King 3: Battle for Redemption uit 2012.

## Verhaal
Mathayus wordt ten onrechte beschuldigd van moord op de koning Norvania. Hierdoor moet hij het opnemen tegen alle soldaten van het koninkrijk. Met twee bondgenoten zoekt Mathayus naar de weg om de op macht beluste troonopvolger te stoppen voordat hij een almachtige mythische kracht krijgt.

## Rolverdeling
| Acteur           | Personage                   |
| ---------------- | --------------------------- |
| Victor Webster   | Mathayus, the Scorpion King |
| Ellen Hollman    | Valina                      |
| Will Kemp        | Drazen                      |
| Barry Bostwick   | Sorrell                     |
| Rutger Hauer     | King Zakkour                |
| Michael Biehn    | King Yannick                |
| M. Emmet Walsh   | Gorak                       |
| Royce Gracie     | Anngar                      |
| Leigh Gill       | Chief Onus                  |
| Esmé Bianco      | Feminina                    |
| Eve Torres       | Chancara                    |
| Brandon Hardesty | Boris                       |
| Rodger Halston   | Roland                      |
| Grant Elliott    | Lavarta                     |
| Lou Ferrigno     | Skizurra                    |
| Don Wilson       | Gizzan                      |
| Roy Nelson       | Roykus                      |